# Anaespogonius fulvus
Anaespogonius fulvus är en skalbaggsart som beskrevs av J. Linsley Gressitt 1938. Anaespogonius fulvus ingår i släktet Anaespogonius och familjen långhorningar. Inga underarter finns listade i Catalogue of Life.